# حقبة شو (كاماكورا)
حقبة شو باليابانية (正応) هي حقبة من الحقب التي مر عليها الأرخبيل الياباني بعد حقبة كوان Koan وقبل حقبة آينين Einin وتغطي هذه الحقبة الفترة من شهر أبريل 1288 إلى شهر أغسطس 1293. وكان الامبراطور الحاكم في ذلك الوقت هو الإمبراطور فوشيمي (伏見天皇).

## أحداث حقبة شو
- 1288 الانضمام إلى عرش الإمبراطور فوشيمي.[2]
- 1288 ظهور تماثيل الآلهة الثلاثة - أماتيراسو وهاشيمان وكاسوغا - على سطح بركة معبد تودايجي في نارا.[3][4]

## روابط خارجية
- التقويم الياباني على الموقع الإلكتروني للمكتبة الوطنية للحمية